# Firestorm Pro Wrestling
La Firestorm Pro Wrestling è una federazione di wrestling statunitense, con sede a Cleveland, in Ohio. La federazione è stata fondata nel 2007 ed è di proprietà di JC Koszewski.
Nella federazione, che organizza vari eventi a cadenza irregolare, è difeso solo il titolo Heavyweight. Il titolo Tag Team è stato reso inattivo a ottobre 2010 ed ha cessato così di esistere.

## Titoli
| Titolo                                 | Campione       | Campione/i precedente | Data           | Luogo              |
| -------------------------------------- | -------------- | --------------------- | -------------- | ------------------ |
| Firestorm Pro Heavyweight Championship | John McChesney | Matt Cross            | 22 luglio 2011 | Mentor on the Lake |